# Tränen auf heißem Sand
Tränen auf heißem Sand (Hindi अंकुर aṅkur; übersetzt: Keimling) ist ein Hindi-Film von Shyam Benegal aus dem Jahr 1974.

## Handlung
Eine große Opferprozession zieht übers Land zu einem kleinen Dorftempel. Die junge Lakshmi wünscht sich dort von der Göttin nichts sehnlicher als ein Kind.
Surya ist der Sohn eines Landbesitzers und hat gerade seinen Schulabschluss geschafft. Er möchte am College ein Bachelorstudium beginnen, doch sein Vater ist dagegen, da er den Sohn nicht für intelligent genug hält und bei ihm nur einen Drang sich zu vergnügen wittert. Surya wird gegen seinen Willen mit einem Mädchen namens Saru verheiratet, die zu ihm ziehen wird, wenn sie volljährig wird. Sein Vater schickt ihn aufs Land, damit er sich um den Familienbesitz kümmert.
Mit dem Auto fährt er ins Dorf zum Familienhof und trifft dort Lakshmi und ihren taubstummen Mann Kishtaya an. Zwei Jahre lang war niemand beim Familienbesitz und Surya hat aufgrund des schlechten Zustandes den Eindruck, dass der mit der Verwaltung beauftragte örtliche Polizist das Anwesen und die Ländereien verwahrlosen lassen hat. Zu seinem Entsetzen muss er nicht nur feststellen, dass sich die Dorfbewohner an den Früchten der Ländereien bedienen. Auch der von ihm verachtete Halbbruder Pratap bewirtschaftet mit seiner Mutter Kaushalya – einer langjährigen außerehelichen Affäre von Suryas Vater – das benachbarte Reisfeld und zweigt sich Wasser dahin ab. Surya unterbindet das sofort. Auf Bitten Lakshmis, die als Dienstmädchen im Haus arbeitet, stellt er den arbeitslosen Töpfer Kishtaya als Ochsenkarrenfahrer an. Doch mit seinem übermäßigen Alkoholkonsum bringt Kishtaya Lakshmi zur Verzweiflung.
Einsam und in seinem kleinen Haus gelangweilt interessiert sich Surya für das Dienstmädchen Lakshmi. Er beobachtet ihre anmutigen Bewegungen bei der Hausarbeit. Im Dorf wird bereits über das seltsame Verhalten des jungen Landbesitzersohnes getratscht, insbesondere dass er sich Essen von der niederkastigen Lakshmi zubereiten lässt und was sonst wohl zwischen den beiden im Hause vorgehen möge.
Kishtaya kann nicht vom Toddy (Palmwein) lassen und stiehlt von Suryas Bäumen. Zur Strafe und als Pranger wird ihm das Kopfhaar geschoren und er wird rückwärts auf einem Esel sitzend durchs Dorf geführt. Wegen der Demütigungen verschwindet Kishtaya, ohne seiner Frau Bescheid zu sagen.
Suryas Annäherungsversuche werden konkreter. Als Lakshmi plötzlich nicht mehr zur Arbeit im Haus erscheint, geht er gar zu ihrer Hütte und bittet sie ab dem nächsten Tag die Arbeit wieder aufzunehmen. Sie fühlt sich sichtlich geschmeichelt.
Am nächsten Tag wird vor dem Dorf-Panchayat der Fall einer ehebrecherischen Frau verhandelt, die nach Ansicht der Dorfbewohner die Familie ihres Mannes entehrt hat, auch weil der andere Mann aus einer anderen Kaste stammte. Sie beschuldigt ihren Mann der Impotenz, die sie als Ursache der Kinderlosigkeit sieht. Der Panchayat entscheidet schließlich, dass die Frau zu ihrem Mann zurückkehren muss und sich bei etwaigen Beschwerden an dessen Brüder wenden solle, denn „eine Frau gehört nicht nur dem Ehemann, sondern dem Haushalt“. Betreten beobachten Surya und Lakshmi die Szene.
Suryas Verhältnis zu Lakshmi ist inzwischen auch körperlich geworden, er bittet sie mit ihm im Haus zu leben. Ihre Einwände weiß er charmant auszuräumen. Zu Diwali kommen erstmals Gäste zum Kartenspiel, aber Surya möchte nur zuschauen, weil er die Spielregeln nicht kennt. Einer der Kartenspieler hat alles verloren und ist am Ende derart betrunken, dass er sogar noch seine Frau einsetzt und an einen Mitspieler verliert. Schockiert wirft Surya sie raus.
Eines Tages kommt Suryas Vater unerwartet ins Landhaus. Er ist erbost, dass der Sohn der Mutter seines Halbbruders das Wasser vorenthalten hat. Auch hat er kein Verständnis dafür, dass er nicht das Essen des örtlichen Priesters annimmt, sondern sich von der Frau aus einer niederen Kaste bekochen und sie mit im Haus leben lässt. Er ermahnt Surya entsprechend seinem Stand zu handeln, wenn er des Respekts der Dorfbevölkerung nicht verlustig gehen möchte. Lakshmi lebt fortan wieder in ihrer Hütte. Kurz darauf zieht Suryas Frau Saru ins Haus ein. Da sie es ablehnt, von einer niederkastigen Frau zubereitete Speisen anzurühren, lässt sie Lakshmi nur noch das Haus fegen; später nur noch sonstige Arbeiten außerhalb des Hauses verrichten.
Lakshmi ist schwanger, wodurch ihr das Arbeiten zunehmend schwerfällt. Surya bedrängt sie vergeblich das Kind abzutreiben. Der Dorfpolizist erkennt die Umstände Lakshmis und will Surya zu einem Arrangement für Lakshmi überreden, wie es dessen Vater in gleicher Situation für Kaushalya und Pratap eingerichtet hat. Doch Surya weist ihn brüsk zurück.
Eines Morgens wacht Lakshmi in der Hütte auf und Kishtaya liegt neben ihr. Er gibt ihr das Geld, das er in seiner Abwesenheit verdient hatte. Daraufhin bekommt Lakshmi ein schlechtes Gewissen, weil sie ihren Mann betrogen hat. Kishtaya entdeckt die Schwangerschaft und ist glücklich. Sie lässt ihn in dem Glauben, das Kind sei von ihm. Kishtaya will wieder für Surya Ochsenkarren fahren und begibt sich mit einem Rohrstock in der Hand über das Feld zum Hause Suryas. Dieser sieht ihn kommen und glaubt, dass er sich an ihm rächen will. Surya lässt ihn sofort von drei Männern festhalten und peitscht ihn aus. Lakshmi kommt Kishtaya zu Hilfe, während andere Dorfbewohner dem Geschehen schockiert zuschauen. Sie verflucht Surya und dessen feudale Haltung und geht gemeinsam mit Kishtaya langsam nach Hause.
Surya hat sein Ansehen verloren. In der letzten Einstellung wirft ein Junge einen Stein auf Suryas Haus und der Bildschirm färbt sich rot.

## Hintergrund
Der Film spielt im ländlichen Andhra Pradesh und ist das Filmdebüt sowohl des Regisseurs Shyam Benegal als auch Shabana Azmis. Für Hauptdarsteller Anant Nag ist es die erste Rolle in einem Hindi-Film. Ankur gehört zu den wichtigen Werken des New Indian Cinema, einer Kunstfilmbewegung der frühen 1970er Jahre. Azmi und Nag führten einen neuen Stil des naturalistischen Schauspiels ein und nutzten Hindi mit regionalem Akzent – hier jenen Haidarabads – wie dies auch für spätere Werke Benegals üblich war. Die Geschichte hatte der Regisseur schon seit längerem im Kopf und konnte schließlich einen Werbefilmproduzenten, für den er zuvor gearbeitet hatte, zur Finanzierung des Projekts überreden. Die Dialoge zu seinem Drehbuch verfasste der namhafte Theaterautor Satyadev Dubey, der hier nach seiner einzigen Filmregiearbeit 1971 erstmals Filmtexte schrieb.
Die Rolle der Lakshmi wurde unter anderem auch Waheeda Rehman angeboten, die jedoch ablehnte.

## Auszeichnungen
22. National Film Awards (1975)
- beste Hauptdarstellerin: Shabana Azmi
- zweitbester Film: Shyam Benegal
- bester Hauptdarsteller: Sadhu Meher

Internationale Filmfestspiele Berlin 1974
- nominiert für den Goldenen Bären: (Shyam Benegal)